# 豪尔赫·略帕特
豪尔赫·略帕特（西班牙語：Jorge Llopart，1952年5月5日—2020年11月11日），西班牙男子田径运动员。他曾代表西班牙参加1980年、1984年和1988年夏季奥林匹克运动会田径比赛，其中1980年奥运会获得一枚银牌。